# Semantic Scholar
Semantic Scholar je vyhledávač akademických publikací na bázi umělé inteligence vyvinutý v Allen Institute for AI, který byl uvolněn k veřejnému použití v listopadu 2015. Používá pokroky ve zpracování přirozeného jazyka k poskytování shrnutí obsahu (summaries) výukových odborných článků. Tým provozující Semantic Scholar aktivně zkoumá použití umělé inteligence pro zpracování přirozeného jazyka, strojové učení, interakci mezi člověkem a počítačem a získávání informací.
Semantic Scholar začal jako databáze obsahující témata z matematické informatiky, geověd a neurovědy. V roce 2017 byla do systému zahrnuta biomedicínská literatura. Od listopadu 2021 jsou zahrnuty publikace ze všech oblastí vědy.

## Technologie
Semantic Scholar poskytuje jednovětné shrnutí obsahu vědeckých publikací. Jedním z cílů bylo vyřešit problémy se čtením početných titulů a zdlouhavých abstraktů na mobilních zařízeních. Také se snaží zajistit, aby se tři milióny vědeckých odborných článků publikovaných ročně dostaly ke svým čtenářům, protože se odhaduje, že jen polovina publikovaných článků je někým přečtena.
K postižení podstaty článku se používá umělá inteligence, která využívá „abstraktivní“ techniku. Projekt využívá kombinace strojového učení, zpracování přirozeného jazyka a strojového vidění k přidání vrstvy sémantické analýzy k tradičním metodám citační analýzy a k získání relevantních obrázků, tabulek, entit a informací o místech z odborných článků.
Na rozdíl od Google Scholar a PubMed je Semantic Scholar navržen tak, aby zdůraznil nejdůležitější a nejvlivnější prvky článku. Technologie umělé inteligence je navržena tak, aby identifikovala skrytá spojení a vazby mezi výzkumnými tématy. Stejně jako dříve citované vyhledávače využívá Semantic Scholar také grafové struktury, mimo jiné Microsoft Academic Knowledge Graph, Springer Nature's SciGraph a Semantic Scholar Corpus.
Každému článku je v Semantic Scholar přiřazen jednoznačný identifikátor nazývaný Semantic Scholar Corpus ID (zkráceně S2CID), jak ukazuje následující příklad:
LIU, Ying; GAYLE, Albert A; WILDER-SMITH, Annelies; ROCKLÖV, Joacim, 2020. The reproductive number of COVID-19 is higher compared to SARS coronavirus. Journal of Travel Medicine. Březen 2020, roč. 27, čís. 2. doi:10.1093/jtm/taaa021. PMID 32052846. S2CID 211099356.
Semantic Scholar je volně použitelný a na rozdíl od podobných vyhledávacích strojů (tj. Google Scholar) nevyhledává materiály, které jsou za paywally.
Jedna studie porovnávala vyhledávací schopnosti Semantic Scholar s použitím systematického přístupu, a zjistila, že vyhledávač je při odhalování dat přesný z 98.88%. Stejná studie zkoumala další funkce, které Semantic Scholar poskytuje, včetně nástroje na průzkum metadat a několika citačních nástrojů.

## Počet uživatelů a publikací
Od ledna 2018, po projektu z roku 2017, který přidal biomedicínské odborné články a shrnutí tématu, Semantic Scholar Corpus obsahoval více než 40 miliónů odborných článků z Matematická informatika a Biomedicína. V Březen 2018, Doug Raymond, kdo vyvinut Strojové učení initiatives pro Amazon Alexa platforma, byl hired které mají vést Semantic Scholar promítat se. K srpnu 2019, počet zahrnutých odborných článků měl grown na více než 173 miliónů po sčítání of Microsoft Academic záznamů. V roce 2020 partnerství mezi Semantic Scholar a University of Chicago Press zpřístupnilo v Semantic Scholar Corpus všechny články publikované vydavatelstvím University of Chicago Press. Na konci roku 2020 bylo v Semantic Scholar indexováno 190 miliónů odborných článků.
Počet uživatelů vyhledávače Semantic Scholar dosáhl v roce 2020 sedmi miliónů měsíčně.